# Dittmern
Dittmern ist ein Ortsteil der Stadt Soltau im Landkreis Heidekreis in Niedersachsen. Die Ortschaft hat ca. 700 Einwohner.

## Geografie
Dittmern liegt in der Lüneburger Heide nordöstlich von Soltau am Fluss Große Aue.
Zu Dittmern gehören die Weiler Friedrichseck, Hambostel, Grüne Aue, Heidenhof und Höpenhof.

## Geschichte
Der niederdeutsche Name für Dittmern lautet Dibbern.
Am 1. März 1974 wurde Dittmern in die Stadt Soltau eingegliedert.
Im heutigen Friedrichseck befand sich das Lager Soltau, das größte deutsche Kriegsgefangenenlager des Ersten Weltkrieges.

## Politik
Ortsvorsteherin von Dittmern ist Dagmar Hamann.

## Kultur und Sehenswürdigkeiten

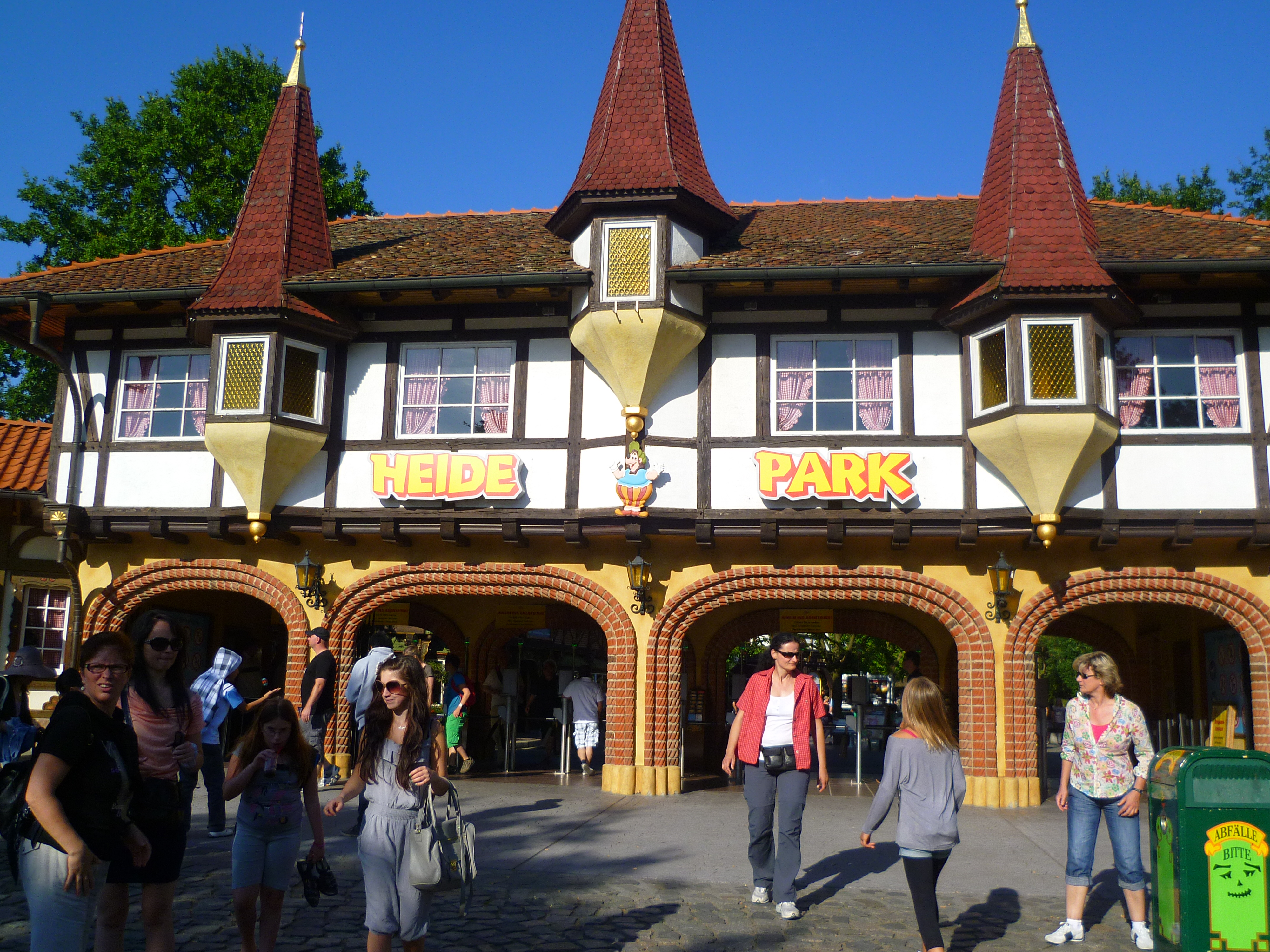
Eingang zum Heide Park Resort

- In Dittmern befindet sich der Freizeitpark Heide Park Resort.
- In Heidenhof, auf dem Grundstück des Heide-Parks, steht die Heidenhofer Kapelle aus dem Jahr 1349.

## Wirtschaft und Infrastruktur

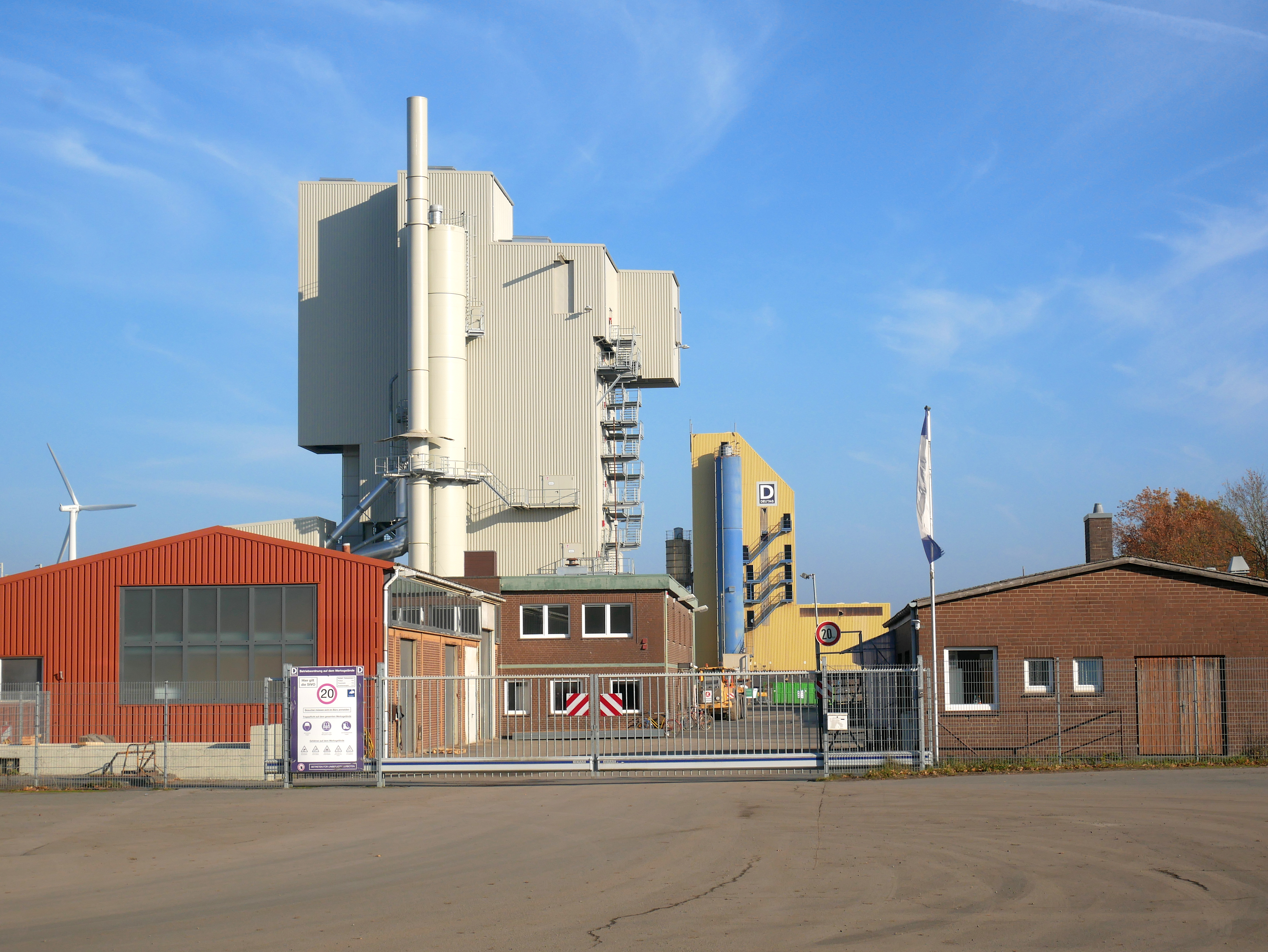
Asphaltmischwerk in Hambostel

Durch Dittmern verlaufen die Kreisstraßen 2 und 9 sowie die A 7. Dittmern ist durch die A 7-Anschlussstellen Schneverdingen und Soltau-Ost überregional an das Verkehrsnetz angebunden.
In Hambostel befindet sich ein Asphaltmischwerk der DEUTAG Nord (Zweigniederlassung der Basalt-Actien-Gesellschaft). Das Werk wurde 1955 als Außenwerk des Baustoffunternehmens Ilseder Schlackenverwertung Dr. Schmidt & Co. KG aufgebaut und ab 1965 Teil der Norddeutsche Mischwerke GmbH & Co. KG.